# Polseres vermelles
Polseres vermelles è una serie televisiva catalana trasmessa dal 24 gennaio 2011 su TV3 in Catalogna e, nel resto della Spagna, su Antena 3.
Nota anche con il titolo in lingua spagnola Pulseras rojas e con il titolo inglese The Red Band Society, si tratta di un teen drama che segue le vicende di un gruppo di ragazzi affetti da gravi patologie e che vivono perciò in un ospedale. È un adattamento del romanzo del 2008 Braccialetti rossi. Il mondo giallo. Se credi nei sogni, i sogni si creeranno, scritto da Albert Espinosa, autore anche delle sceneggiature della serie, mentre la regia è stata curata da Pau Freixas.

## Personaggi

### Personaggi principali
- Lleó (Àlex Monner). Il leader (el líder). Ha 15 anni e fin da quando era molto piccolo è ricoverato in ospedale. A causa di un tumore gli è stata amputata la gamba destra. Purtroppo ha anche un cancro ai polmoni. È il compagno di stanza di Jordi.
- Jordi (Igor Szpakowski). Il secondo leader (el segon líder). Entra in ospedale all'inizio della serie. Divide la stanza con Lleó. Ha 15 anni e a causa di un cancro gli è stato amputato un piede.
- Cristina (Joana Vilapuig) La ragazza (La noia). È l'unica ragazza del gruppo e soffre di anoressia.
- Ignasi  (Mikel Iglesias) Il bello (el guapo). Arriva in ospedale perché sviene e resta in ospedale. All'inizio non vuole amici, ma alla fine si unisce ai braccialetti. Ha una malattia cardiaca. Suo padre non andrà a trovarlo, ma la sua matrigna, Lourdes, ci va quando può (è come sua madre). Riceve anche la visita di un compagno di classe che gli porta giochi e appunti da scuola. Muore verso la fine della prima stagione e Roc riesce a vederlo attraverso il coma, in una sorta di mondo Onirico, e tramite Toni riesce a comunicare con tutto il gruppo.
- Toni (Marc Balaguer). L'intelligente (el listo). È il più grande del gruppo. Soffre della sindrome di Asperger. Entra in ospedale in seguito ad un incidente di moto che ha sottratto al nonno meccanico ed essendo minorenne, suo nonno è preoccupato che lo prendano in custodia. I genitori di Toni sono morti in un incidente e il ragazzo vive con il nonno che deve affrontare un processo per ottenere l'affidamento. Possiede un potere speciale, riesce a comunicare con il mondo dei sogni. Nella seconda stagione ritorna in ospedale come inserviente (Celador), per aiutare i pazienti e riunire i braccialetti.
- Roc (Nil Cardoner). L'imorescindibile (el imprescindible). È il più piccolo del gruppo. Da due anni è in coma a causa di una caduta dal trampolino di una piscina. È il compagno di stanza di Ignasi. Sua madre va sempre a trovarlo e gli parla. Roc ha un rapporto molto speciale con Toni perché può parlargli attraverso un mondo onirico anche se è in coma. Alla fine della prima stagione si risveglia dopo aver subito un’operazione complicata.

### Personaggi secondari
- OIga(Alada Vila) È la coinquilina di Cristina, soffre di obesità. All'inizio ha problemi con Cristina, ma col tempo si svilupperà una bella e grande amicizia.
- Merche (Llum Barrera). È la madre di Roc che, dopo che suo figlio è rimasto in coma per due anni, spera ancora di stare con lui ogni giorno.
- Dr. Josep (Andreu Rifé) È il medico più vicino ai braccialetti, nella prima stagione lo chiamavano 'MIR Josep'.
- Víctor (Àlex Maruny): È il fidanzato di Cristina. Si sono conosciuti a Tolosa, quando lei è andata a studiare danza, e hanno condiviso un appartamento.
- Dani (Noah Manni): Ha 12 anni e ha una malattia che non gli permette di crescere. In ospedale gli fanno una cura per allungare le ossa, che sopporta con grande coraggio. È un grande fan dei braccialetti.
- Lucas (Abel Rodríguez): Ha 11 anni ed è affetto da una malattia conosciuta come "ossa fragili", che le fa rompere facilmente.
- Mariana (Paula Vélez): Ha 10 anni e ha disturbi respiratori che lo costringono a indossare sempre la maschera per l'ossigeno.
- Benito (Andreu Benito): È il padre ospedaliero di Lleó, e poi decide che Lleó sarà il tutore di Benito e che gli dà l'idea di creare il gruppo. È un uomo grande e saggio.
- Nuno (Jaume Borràs): È il compagno di stanza del signor Benito. Con Benito condivideranno avventure e storie e lui aiuterà i ragazzi a creare una canzone in dedica a Roc.
- Dott.ssa Marcos (Caterina Alorda) È la dottoressa che cura Crís per l'anoressia.
- Kike (Albert Prat) È il fratello di Rym. È molto preoccupato per la malattia di sua sorella.
- Roger (Marcel Borràs) È il compagno di stanza di Lleó dell'ospedale, con cui va in forte disaccordo, fino a poi diventare migliori amici.
- Lourdes (Eva de Luis): "madre" di Ignasi, è sposata con il suo stesso padre. È lei la donna che accompagna sempre Ignasi, visto che il padre è impegnato in questioni di lavoro. È una donna sensibile, forte e trasparente.
- Padre di Ignasi (Armand Villén): padre di Ignasi, non c'è molta sintonia visto che lui vive lavorando.
- Dottoressa Andrade (Marta Angelat): la dottoressa che va sempre nella stanza di Lleó e Jordi e dei Braccialetti per vedere come stanno.
- Juan Manuel Falcón (Mercero): assistente infermieristico, quello che indossa sempre le cuffie e ascolta sempre la musica. È lui che porta Lleó a vedere quale gamba vuole. Trasporta sempre Lleó nei luoghi importanti dell'ospedale. (Ho partecipato alla prima e alla seconda stagione).
- Signora Herminia (Minnie Marx): signora che ha tutto nella sua stanza d'ospedale. Accetto sempre permute e vendite. Gioca anche a poker.
- Madre di Jordi (Duna Jové): madre di Jordi, un bambino malato di cancro. Il suo rapporto con il padre di Jordi cambia completamente, suo marito non ha molto tempo per la famiglia, lavora sempre e quando Jordi viene ricoverato in ospedale, anche lui non può andarci molto spesso, a causa del lavoro, che finisce con un separazione.
- Padre di Jordi (Christian Guiriguet): padre di Jordi, molto dedito al lavoro, in modo che la sua famiglia abbia il meglio.
- Dr. Abel (Ignasi Guasch Martínez): dottore che spiega a Rym (Laia Costa) il rischio dell'operazione.
- Nonno di Toni (Quimet Pla): tutore legale di Toni, ma, poiché gli ha lasciato la moto quando era minorenne e senza patente, rischia di perdere il possesso del nipote. (Gli hanno affidato la custodia, perché i genitori di Toni sono morti in un incidente stradale.)
- Bruno (Ferran Rull): compagno di stanza di Toni, attende donazione di rene e test di compatibilità. Toni dice che è un "vampiro".
- Rodri (Ian Güell): compagno di scuola di Ignasi. Quest'ultimo ha sempre maltrattato Rodri a scuola, finché Ignasi non si rende conto che c'è una persona molto speciale in lui e gli porta dei regali e appunti di scuola. Diventano amici.
- Gavina (Bruna Cusí): sorella di Lleó. Lo accompagna sempre e gli dà consigli. È una "madre", compagna di vita di Lleó, da quando la loro madre è morta.
- Rym (Laia Costa): compagna di stanza di Lleó nella seconda stagione, ha un cancro al seno.Quando entra in ospedale con Lleó, non vanno d'accordo ma col tempo diventano grandi amici e si baciano.
- Carol (Anna Gonzalvo): sorella di Cristina. La porta sempre in ospedale quando ha una ricaduta. Diffida molto di Cristina, ma dopotutto è un'ottima sorella.
- Dottor Alfredo (Fermí Reixach): dottore dell'ospedale.
- Eva (Elia Solé): compagna di stanza di Cristina. Eva avrà il compito di "aiutare" Cristina a mettersi nei guai.
- Álex "Ángel" (Mireia Vilapuig): ragazza che arriva in ospedale con una leggera ustione aiuterà i Pulseras a restare insieme.
- Dottor Montcada (Albert Pérez): medico che accompagna sempre il dottor Josep, fornisce i risultati degli studi a cui vengono sottoposti i pazienti dell'Ospedale.
- Infermiera Esther (Montserrat Miralles): infermiera che interpreta il "Re Leone" per Lleó aiuta costantemente i pazienti.
- Infermiera Laura (Laura Yuste): quasi sempre con l'infermiera Esther per aiutarla a mantenere l'assistenza ai pazienti.
- Infermiera di Anoressia (Elena Vilaplana): infermiera che mantiene sempre la cura dei pazienti con disturbi alimentari. Si assicura che mangino. Dà sempre del cibo a Cristina per il suo trattamento.
- Radiologa (Ana Ycobalzeta): infermiera incaricata di eseguire le radiografie e TAC. Va molto d'accordo con Lleó. Lleó dice che piace all'infermiera.
- Enfermera de TAC (Karme Málaga): infermiera incaricata di eseguire le TAC, quella che dà la bevanda per contrasti.
- Anestesista (Xavi Saiz): medico anestesista.
- Incaricato di Ortopedia (Marc Brualla): responsabile di mostrare ai pazienti le gambe protesiche.
- Ragazzo con cancro (Daniel Gutierrez): Non è un attore, ma ha partecipato alla serie.
- Amico di Jordi (Quim Ávila Conde): Compare nella seconda stagione.

## Episodi
| Stagione         | Episodi | Prima TV Spagna | Prima TV Italia |
| ---------------- | ------- | --------------- | --------------- |
| Prima stagione   | 13      | 2011            | Inedita         |
| Seconda stagione | 15      | 2013            | Inedita         |

## Trasmissione e adattamenti negli altri paesi
La serie cominciò ad essere trasmessa il 5 dicembre del 2011 sul canale a pagamento TNT nella doppia versione in catalano e castigliano doppiata dagli stessi attori. Nell'estate del 2012 la serie è stata trasmessa dall'emittente nazionale spagnola Antena 3, anche in castigliano ma in una versione doppiata da professionisti.
Fuori della Spagna le emittenti che hanno trasmesso la serie sono i canali TV Azteca, YLE TV2, VOD, Número 23, Telefe e altri.
La serie è ancora inedita in alcuni Paesi, tra cui l'Italia e la Corea del Sud.

## Remake
In Italia è stato realizzato un remake intitolato Braccialetti rossi, prodotto e trasmesso da Rai 1, negli Stati Uniti d'America è stato realizzato sotto il titolo Red Band Society, in Cile Pulseras rojas, in Perù Pulseras rojas, in Germania Club der roten Bänder, in Russia Krasnye braslety, in Francia Les Bracelets Rouges.